# Xã Clearwater, Quận Miner, South Dakota
Xã Clearwater (tiếng Anh: Clearwater Township) là một xã thuộc quận Miner, tiểu bang Nam Dakota, Hoa Kỳ. Năm 2010, dân số của xã này là 162 người.